# Joghatai (Verwaltungsbezirk)
Joghatai (persisch شهرستان جغتای) ist ein Schahrestan in der Provinz Razavi-Chorasan im Iran. Er enthält die Stadt Joghatai, welche die Hauptstadt des Verwaltungsbezirks ist.

## Demografie
Bei der Volkszählung 2016 betrug die Einwohnerzahl des Schahrestan 49.175. Die Alphabetisierung lag bei 81 Prozent der Bevölkerung. Knapp 19 Prozent der Bevölkerung lebten in urbanen Regionen.
| Zensusjahr | Einwohnerzahl |
| ---------- | ------------- |
| 2011       | 47.920        |
| 2016       | 49.175        |